# Zavod Presvetog Trojstva u Sarajevu

Zavod Presvetog Trojstva je bio rimokatolički zavod u Sarajevu.
Družba je pri Zavodu osnivala škole. Sestre milosrdnice sv. Vinka Paulskog otvorile su žensku stručnu školu u novom Sarajevu. Zadaća nove škole bila je djevojke uvježbati u šivanju i krojenju. Djelovala je do 1945. kad su jugokomunističke vlasti ukinule školu, kao i sve ostale privatne i vjerske škole. Arhivska građa iz škole, koja obuhvaća godine od 1941. do 1945. primljena je u Povijesni arhiv Sarajevo 1961. godine.